# Minthe
Minthe (altgriechisch Μίνθη Mínthē) ist in der griechischen Mythologie der Name einer Najade und eines Berges (1.221 m) auf der Peloponnes.

## Geschichte
Hades verließ die Unterwelt nur selten; ein Anlass war meist sein sexuelles Begehren. Eines Tages blendete er die Nymphe Minthe, Tochter des Kokytos, mit dem Glanz seines goldenen Wagens. Bevor Hades jedoch die Nymphe verführen konnte, verwandelte Persephone sie in ein duftendes Kraut, nämlich in eine Minze.
Ein vergleichbares Schicksal ereilte die Nymphe Leuke: Beim Versuch der Vergewaltigung durch Hades verwandelte seine Gemahlin Persephone das Mädchen in eine Silber-Pappel, die nun am Teiche der Erinnerung steht.
Koordinaten: 37° 30′ N, 21° 46′ O